# United Press International Athlete of the Year Award
O United Press International Athlete of the Year Award (em português, Prémio de Atleta do Ano da United Press International é um prémio internacional desportivo que foi atribuído a atletas de qualquer nacionalidade e de qualquer desporto entre 1974 e 1985). O júri era composto por jornalistas e editores de publicações desportivas sob o auspício da United Press International.

## Vencedores

### Homens
| Ano  | Atleta                  | País               | Modalidade              |
| ---- | ----------------------- | ------------------ | ----------------------- |
| 1974 | Muhammad Ali            | Estados Unidos     | Boxe                    |
| 1975 | João Carlos de Oliveira | Brasil             | Atletismo               |
| 1976 | Alberto Juantorena      | Cuba               | Atletismo               |
| 1977 | Alberto Juantorena      | Cuba               | Atletismo               |
| 1978 | Henry Rono              | Quênia             | Atletismo               |
| 1979 | Sebastian Coe           | Reino Unido        | Atletismo               |
| 1980 | Eric Heiden             | Estados Unidos     | Patinagem de velocidade |
| 1981 | Sebastian Coe           | Reino Unido        | Atletismo               |
| 1982 | Daley Thompson          | Reino Unido        | Atletismo               |
| 1983 | Carl Lewis              | Estados Unidos     | Atletismo               |
| 1984 | Carl Lewis              | Estados Unidos     | Atletismo               |
| 1985 | Steve Cram              | Reino Unido        | Atletismo               |
| 1986 | Diego Maradona          | Argentina          | Futebol                 |
| 1987 | Ben Johnson             | Canadá             | Atletismo               |
| 1988 | Matt Biondi             | Estados Unidos     | Natação                 |
| 1989 | Boris Becker            | Alemanha Ocidental | Ténis                   |
| 1990 | Stefan Edberg           | Suécia             | Ténis                   |
| 1991 | Serguei Bubka           | União Soviética    | Atletismo               |
| 1992 | Kevin Young             | Estados Unidos     | Atletismo               |
| 1993 | Miguel Indurain         | Espanha            | Ciclismo                |
| 1994 | Johan Olav Koss         | Noruega            | Patinagem de velocidade |
| 1995 | Jonathan Edwards        | Reino Unido        | Atletismo               |

### Mulheres
| Ano  | Atleta                   | País               | Modalidade          |
| ---- | ------------------------ | ------------------ | ------------------- |
| 1974 | Irena Szewinska          | Polónia            | Atletismo           |
| 1975 | Nadia Comaneci           | Roménia            | Ginástica artística |
| 1976 | Nadia Comaneci           | Roménia            | Ginástica artística |
| 1977 | Rosemarie Ackermann      | Alemanha Oriental  | Atletismo           |
| 1978 | Tracy Caulkins           | Estados Unidos     | Natação             |
| 1979 | Marita Koch              | Alemanha Oriental  | Atletismo           |
| 1980 | Hanni Wenzel             | Liechtenstein      | Esqui alpino        |
| 1981 | Chris Evert Lloyd        | Estados Unidos     | Ténis               |
| 1982 | Marita Koch              | Alemanha Oriental  | Atletismo           |
| 1983 | Jarmila Kratochvílová    | Tchecoslováquia    | Atletismo           |
| 1984 | Martina Navratilova      | Estados Unidos     | Ténis               |
| 1985 | Mary Decker Slaney       | Estados Unidos     | Atletismo           |
| 1986 | Heike Drechsler          | Alemanha Oriental  | Atletismo           |
| 1987 | Steffi Graf              | Alemanha Ocidental | Ténis               |
| 1988 | Florence Griffith-Joyner | Estados Unidos     | Atletismo           |
| 1989 | Steffi Graf              | Alemanha Ocidental | Ténis               |
| 1990 | Merlene Ottey            | Jamaica            | Atletismo           |
| 1991 | Monica Seles             | Iugoslávia         | Ténis               |
| 1992 | Monica Seles             | Iugoslávia         | Ténis               |
| 1993 | Wang Junxia              | China              | Atletismo           |
| 1994 | Jingyi Le                | China              | Natação             |
| 1995 | Gwen Torrence            | Estados Unidos     | Atletismo           |